# Oud-Heverlee Leuven in het seizoen 2012/13
Dit artikel beschrijft de prestaties van de Belgische voetbalclub OH Leuven in het seizoen 2012-13. De club trad in dit seizoen aan in de eerste klasse van het Belgisch voetbal. Dit seizoen wordt beschouwd als een van de succesvolste in de clubgeschiedenis.

## Spelerskern
| Nº            | Naam                     | Nationaliteit | Geboortedatum     | Debuut A-kern | Vorige club                                       |
| Doelmannen    | Doelmannen               | Doelmannen    | Doelmannen        | Doelmannen    | Doelmannen                                        |
| ------------- | ------------------------ | ------------- | ----------------- | ------------- | ------------------------------------------------- |
| 1             | Yves Lenaerts            | België        | 27 februari 1983  | 2010          | Club Brugge                                       |
| 21            | Dean Michiels            | België        | 4 juli 1991       | 2010          | opgeleid bij OH Leuven                            |
| 26            | Logan Bailly             | België        | 27 december 1985  | 2012          | KRC Genk (verhuurd door Borussia Mönchengladbach) |
| Verdedigers   |                          |               |                   |               |                                                   |
| 2             | Tomislav Mikulic         | Kroatië       | 4 januari 1982    | 2013          | Beerschot AC                                      |
| 3             | Robson Severino da Silva | Brazilië      | 10 juli 1983      | 2012          | CS Maritimo                                       |
| 4             | Wim Raymaekers           | België        | 4 april 1985      | 2010          | Red Star Waasland                                 |
| 5             | Kenny Thompson           | België        | 26 april 1985     | 2012          | K. Lierse SK                                      |
| 15            | Wout Bastiaens           | België        | 30 april 1994     | 2012          | KVC Westerlo                                      |
| 16            | Cedric Buekers           | België        | 17 april 1994     | 2013          | Sint-Truiden VV                                   |
| 17            | Koen Weuts               | België        | 18 september 1990 | 2009          | K. Lierse SK                                      |
| 18            | Jonas De Roeck           | België        | 20 december 1979  | 2012          | FC Augsburg                                       |
| 24            | Ludovic Buysens          | België        | 13 maart 1986     | 2012          | Sint-Truidense VV                                 |
| 32            | Gunther Vanaudenaerde    | België        | 23 januari 1984   | 2012          | KVC Westerlo                                      |
| Middenvelders |                          |               |                   |               |                                                   |
| 6             | Kenneth Van Goethem      | België        | 12 februari 1984  | 2010          | KV Mechelen                                       |
| 7             | Ovidy Karuru             | Zimbabwe      | 23 januari 1989   | 2012          | US Boulogne                                       |
| 8             | Karel Geraerts           | België        | 5 januari 1982    | 2011          | Club Brugge                                       |
| 20            | Evariste Ngolok          | België        | 15 november 1988  | 2012          | KVC Westerlo                                      |
| 25            | Christopher Verbist      | België        | 8 oktober 1991    | 2012          | Sporting Charleroi (verhuurd door Standard Luik)  |
| 27            | Stefán Gíslason          | IJsland       | 15 maart 1980     | 2012          | Lillestrøm SK                                     |
| 30            | Simon Bracke             | België        | 17 november 1995  | 2011          | opgeleid bij OH Leuven                            |
| Aanvallers    |                          |               |                   |               |                                                   |
| 11            | Alessandro Cerigioni     | België        | 30 september 1992 | 2013          | Lommel United                                     |
| 12            | Ebrahima Sawaneh         | Gambia        | 7 september 1986  | 2012          | KV Kortrijk                                       |
| 13            | Bjorn Ruytinx            | België        | 18 augustus 1980  | 2004          | KS Kermt-Hasselt                                  |
| 14            | Thomas Azevedo           | België        | 31 augustus 1991  | 2011          | Lommel United                                     |
| 19            | Loris Brogno             | België        | 18 september 1992 | 2012          | Sporting Charleroi                                |
| 22            | Emmerik De Vriese        | België        | 14 februari 1985  | 2011          | Antwerp FC                                        |
| 23            | Derick Ogbu              | Nigeria       | 19 maart 1990     | 2011          | Umm-Salal SC                                      |
| 28            | Mazin Al-Huthayfi        | Saoedi-Arabië | 19 juli 1985      | 2013          | Portsmouth FC                                     |
| 29            | Joren Dehond             | België        | 8 augustus 1995   | 2011          | opgeleid bij OH Leuven                            |
| 31            | Ben Yagan                | België        | 9 februari 1995   | 2012          | opgeleid bij OH Leuven                            |

## Technische staf
| Naam                 | Nationaliteit | Geboortedatum    | Bij OHL sinds | Functie           |
| -------------------- | ------------- | ---------------- | ------------- | ----------------- |
| Ronny Van Geneugden  | België        | 17 augustus 1968 | 2010          | Hoofdtrainer      |
| Hans Vander Elst     | België        | 13 december 1972 | 2002          | Assistent-trainer |
| Arnold Rijsenburg    | Nederland     | 2 februari 1968  | 2012          | Assistent-trainer |
| Jurgen De Braekeleer | België        | 21 april 1968    | 2003          | Keeperstrainer    |

## Transfers

### Zomertransfers

#### Inkomende transfers
| Naam                     | Positie             | Nationaliteit       | Contract tot        | Komt van                 |
| Inkomende transfers      | Inkomende transfers | Inkomende transfers | Inkomende transfers | Inkomende transfers      |
| ------------------------ | ------------------- | ------------------- | ------------------- | ------------------------ |
| Logan Bailly             | Doelman             | België              |                     | Borussia Mönchengladbach |
| Wouter Bastiaens         | Verdediger          | België              |                     | KVC Westerlo             |
| Ludovic Buysens          | Verdediger          | België              |                     | Sint-Truiden VV          |
| Jonas De Roeck           | Verdediger          | België              |                     | FC Augsburg              |
| Ovidy Karuru             | Middenvelder        | Zimbabwe            |                     | CS Maritimo              |
| Evariste Ngolok          | Middenvelder        | België              |                     | KVC Westerlo             |
| Christian Pouga          | Aanvaller           | Kameroen            |                     | CS Maritimo              |
| Severino da Silva Robson | Verdediger          | Brazilië            |                     | CS Maritimo              |
| Ebrahima Sawaneh         | Aanvaller           | Gambia              |                     | KV Kortrijk              |
| Kenny Thompson           | Verdediger          | België              |                     | K. Lierse SK             |
| Günther Vanaudenaerde    | Verdediger          | België              |                     | KVC Westerlo             |
| Christopher Verbist      | Aanvaller           | België              |                     | Standard Luik            |
| Gehuurd                  |                     |                     |                     |                          |
| Terug na uitleenbeurt    |                     |                     |                     |                          |
| niemand                  |                     |                     |                     |                          |
| Doorstroming naar A-kern |                     |                     |                     |                          |
| Ben Yagan                | Middenvelder        | België              |                     |                          |
| Contractverlenging       |                     |                     |                     |                          |
| Kenneth Van Goethem      | Middenvelder        | België              | 2013                |                          |

#### Uitgaande transfers
| Naam                | Positie             | Nationaliteit       | Contract tot        | Gaat naar             |
| Uitgaande transfers | Uitgaande transfers | Uitgaande transfers | Uitgaande transfers | Uitgaande transfers   |
| ------------------- | ------------------- | ------------------- | ------------------- | --------------------- |
| Maxime Annys        | Middenvelder        | België              |                     | Sint-Truidense VV     |
| Nicolas De Mol      | Middenvelder        | België              |                     | KVK Tienen            |
| Fred Desomberg      | Doelman             | België              |                     | KVK Tienen            |
| Lionel Gendarme     | Verdediger          | België              |                     | KV Oostende           |
| Salou Ibrahim       | Aanvaller           | België              |                     | UR La Louvière Centre |
| Thomas Kaminski     | Doelman             | België              |                     | RSC Anderlecht        |
| Floribert Ngalula   | Middenvelder        | België              |                     | BX Brussels           |
| Pieter Nys          | Verdediger          | België              |                     | Sparta Rotterdam      |
| Verhuurd            |                     |                     |                     |                       |
| Nicky Hayen         | Verdediger          | België              |                     | Antwerp FC            |
| Jorn Vermeulen      | Verdediger          | België              |                     | Antwerp FC            |
| Kevin Roelandts     | Verdediger          | België              |                     | Antwerp FC            |
| Antoine Palate      | Middenvelder        | België              |                     | Diegem Sport          |
| Frederik Boi        | Verdediger          | België              |                     | Cercle Brugge         |
| Einde huurcontract  |                     |                     |                     |                       |
| Radek Dejmek        | Verdediger          | Tsjechië            |                     | FC Slovan Liberec     |
| Christophe Diandy   | Verdediger          | Senegal             |                     | RSC Anderlecht        |
| Oleksandr Jakovenko | Aanvaller           | Oekraïne            |                     | RSC Anderlecht        |

## Resultaten

### Jupiler Pro League

#### Reguliere competitie

##### Wedstrijden
| Datum/tijd                                                                  | Thuis | Uitslag                  | Uit                                                                         | Informatie |
| --------------------------------------------------------------------------- | ----- | ------------------------ | --------------------------------------------------------------------------- | ---------- |
| 28 juli 2012 20:00                                                          |       |                          |                                                                             |            |
| RAEC Mons                                                                   | 5 – 2 | OH Leuven                | Stade Charles Tondreau, Bergen Toeschouwers: 3.500 Arbiter: Peter Vervecken |            |
| Z. Matumona 12' N. Timmermans 23' P. Franquart 27' M. Jarju 75' A. Nong 79' |       | 14' K. Geraerts 25' Ibou | Stade Charles Tondreau, Bergen Toeschouwers: 3.500 Arbiter: Peter Vervecken |            |

| Datum/tijd                      | Thuis | Uitslag                                    | Uit                                                              | Informatie |
| ------------------------------- | ----- | ------------------------------------------ | ---------------------------------------------------------------- | ---------- |
| 5 augustus 2012 18:00           |       |                                            |                                                                  |            |
| OH Leuven                       | 2 – 2 | RC Genk                                    | Den Dreef, Leuven Toeschouwers: 7.082 Arbiter: Alexandre Boucaut |            |
| S. Gislason 75' Ibou 83' (pen.) |       | 35' K. Hyland 42' C. Benteke 70' T. Buffel | Den Dreef, Leuven Toeschouwers: 7.082 Arbiter: Alexandre Boucaut |            |

| Datum/tijd             | Thuis | Uitslag   | Uit                                                                     | Informatie |
| ---------------------- | ----- | --------- | ----------------------------------------------------------------------- | ---------- |
| 12 augustus 2012 18:00 |       |           |                                                                         |            |
| AA Gent                | 1 – 1 | OH Leuven | Jules Ottenstadion, Gent Toeschouwers: 9.566 Arbiter: Laurent Colemonts |            |
| Wallace 25'            |       | 1' Ibou   | Jules Ottenstadion, Gent Toeschouwers: 9.566 Arbiter: Laurent Colemonts |            |

| Datum/tijd                                    | Thuis | Uitslag                    | Uit                                                               | Informatie |
| --------------------------------------------- | ----- | -------------------------- | ----------------------------------------------------------------- | ---------- |
| 18 augustus 2012 20:00                        |       |                            |                                                                   |            |
| OH Leuven                                     | 3 - 2 | Cercle Brugge              | Den Dreef, Leuven Toeschouwers: 6.746 Arbiter: Jerome Efong Nzolo |            |
| E. Ngolok 35' Ibou 63' (pen.) K. Geraerts 79' |       | 25' O. Iachtchouk 60' Rudy | Den Dreef, Leuven Toeschouwers: 6.746 Arbiter: Jerome Efong Nzolo |            |

| Datum/tijd             | Thuis | Uitslag          | Uit                                                           | Informatie |
| ---------------------- | ----- | ---------------- | ------------------------------------------------------------- | ---------- |
| 25 augustus 2012 18:00 |       |                  |                                                               |            |
| OH Leuven              | 1 - 1 | RSC Anderlecht   | Den Dreef, Leuven Toeschouwers: 8.931 Arbiter: Serge Gumienny |            |
| Ibou 31'               |       | 10' O. Iakovenko | Den Dreef, Leuven Toeschouwers: 8.931 Arbiter: Serge Gumienny |            |

| Datum/tijd             | Thuis | Uitslag        | Uit                                                                              | Informatie |
| ---------------------- | ----- | -------------- | -------------------------------------------------------------------------------- | ---------- |
| 1 september 2012 20:00 |       |                |                                                                                  |            |
| SK Lierse              | 1 - 1 | OH Leuven      | Herman Vanderpoortenstadion, Lier Toeschouwers: 6.735 Arbiter: Claude Bourdouxhe |            |
| K. Hazurov 45+2'       |       | 90+4' C. Pouga | Herman Vanderpoortenstadion, Lier Toeschouwers: 6.735 Arbiter: Claude Bourdouxhe |            |

| Datum/tijd              | Thuis | Uitslag          | Uit                                                              | Informatie |
| ----------------------- | ----- | ---------------- | ---------------------------------------------------------------- | ---------- |
| 15 september 2012 20:00 |       |                  |                                                                  |            |
| OH Leuven               | 0 - 1 | SV Zulte Waregem | Den Dreef, Leuven Toeschouwers: 6.937 Arbiter: Alexandre Boucaut |            |
|                         |       | 83' J. Naessens  | Den Dreef, Leuven Toeschouwers: 6.937 Arbiter: Alexandre Boucaut |            |

| Datum/tijd                 | Thuis | Uitslag                           | Uit                                                                 | Informatie |
| -------------------------- | ----- | --------------------------------- | ------------------------------------------------------------------- | ---------- |
| 22 september 2012 20:00    |       |                                   |                                                                     |            |
| Sporting Lokeren           | 2 - 2 | OH Leuven                         | Daknamstadion, Lokeren Toeschouwers: 5.588 Arbiter: Nicolas Laforge |            |
| B. Mokulu 59' M. Maric 82' |       | 65' W. Raymaekers 87' K. Geraerts | Daknamstadion, Lokeren Toeschouwers: 5.588 Arbiter: Nicolas Laforge |            |

| Datum/tijd                                                    | Thuis | Uitslag                             | Uit                                                                 | Informatie |
| ------------------------------------------------------------- | ----- | ----------------------------------- | ------------------------------------------------------------------- | ---------- |
| 29 september 2012 20:00                                       |       |                                     |                                                                     |            |
| OH Leuven                                                     | 5 - 2 | Waasland-Beveren                    | Den Dreef, Leuven Toeschouwers: 7.126 Arbiter: Sebastien Delferiere |            |
| C. Pouga 38' S. Gislason 60' C. Pouga 69' Ibou 88' Ibou 90+3' |       | 53' C. Lepoint 64' B. Badash (pen.) | Den Dreef, Leuven Toeschouwers: 7.126 Arbiter: Sebastien Delferiere |            |

| Datum/tijd           | Thuis | Uitslag                               | Uit                                                                                 | Informatie |
| -------------------- | ----- | ------------------------------------- | ----------------------------------------------------------------------------------- | ---------- |
| 6 oktober 2012 20:00 |       |                                       |                                                                                     |            |
| Sporting Charleroi   | 0 - 4 | OH Leuven                             | Stade du Pays de Charleroi, Charleroi Toeschouwers: 5.027 Arbiter: Jurgen Brinckman |            |
|                      |       | 2' Chuka 65' Ibou 71' Chuka 85' Chuka | Stade du Pays de Charleroi, Charleroi Toeschouwers: 5.027 Arbiter: Jurgen Brinckman |            |

| Datum/tijd                                                      | Thuis | Uitslag                     | Uit                                                             | Informatie |
| --------------------------------------------------------------- | ----- | --------------------------- | --------------------------------------------------------------- | ---------- |
| 20 oktober 2012 20:00                                           |       |                             |                                                                 |            |
| OH Leuven                                                       | 4 - 1 | Club Brugge                 | Den Dreef, Leuven Toeschouwers: 9.493 Arbiter: Richard Liesveld |            |
| Ibou 11' Ibou 35' K. Thompson 68' Ibou 79' (pen.) O. Karuru 81' |       | 4' C. Bacca 78' M. Almebäck | Den Dreef, Leuven Toeschouwers: 9.493 Arbiter: Richard Liesveld |            |

| Datum/tijd            | Thuis | Uitslag                                            | Uit                                                                                    | Informatie |
| --------------------- | ----- | -------------------------------------------------- | -------------------------------------------------------------------------------------- | ---------- |
| 27 oktober 2012 20:00 |       |                                                    |                                                                                        |            |
| K. Beerschot AC       | 1 - 3 | OH Leuven                                          | Olympisch Stadion, Antwerpen Toeschouwers: 8.092 Arbiter: Carlos Manuel Alho-Guerreiro |            |
| H. Losada 90' (pen.)  |       | 57' K. Van Goethem 87' K. Geraerts 89' S. Gislason | Olympisch Stadion, Antwerpen Toeschouwers: 8.092 Arbiter: Carlos Manuel Alho-Guerreiro |            |

| Datum/tijd                            | Thuis | Uitslag         | Uit                                                     | Informatie |
| ------------------------------------- | ----- | --------------- | ------------------------------------------------------- | ---------- |
| 31 oktober 2012 20:00                 |       |                 |                                                         |            |
| OH Leuven                             | 3 - 1 | KV Mechelen     | Den Dreef, Leuven Toeschouwers: 9.493 Arbiter: Tim Pots |            |
| C. Pouga 1' Chuka 62' Ibou 77' (pen.) |       | 59' D. Destorme | Den Dreef, Leuven Toeschouwers: 9.493 Arbiter: Tim Pots |            |

| Datum/tijd                        | Thuis | Uitslag   | Uit                                                                         | Informatie |
| --------------------------------- | ----- | --------- | --------------------------------------------------------------------------- | ---------- |
| 3 november 2012 20:00             |       |           |                                                                             |            |
| Standard Luik                     | 2 - 0 | OH Leuven | Stade Maurice Dufrasne, Luik Toeschouwers: 18.238 Arbiter: Serdar Gözübüyük |            |
| W. Vainqueur 15' M. Batshuayi 77' |       |           | Stade Maurice Dufrasne, Luik Toeschouwers: 18.238 Arbiter: Serdar Gözübüyük |            |

| Datum/tijd             | Thuis | Uitslag     | Uit                                                               | Informatie |
| ---------------------- | ----- | ----------- | ----------------------------------------------------------------- | ---------- |
| 10 november 2012 20:00 |       |             |                                                                   |            |
| OH Leuven              | 0 - 0 | KV Kortrijk | Den Dreef, Leuven Toeschouwers: 7.621 Arbiter: Denis Vanbecelaere |            |
|                        |       |             | Den Dreef, Leuven Toeschouwers: 7.621 Arbiter: Denis Vanbecelaere |            |

| Datum/tijd             | Thuis | Uitslag                                  | Uit                                                          | Informatie |
| ---------------------- | ----- | ---------------------------------------- | ------------------------------------------------------------ | ---------- |
| 17 november 2012 20:00 |       |                                          |                                                              |            |
| OH Leuven              | 1 - 3 | RAEC Mons                                | Den Dreef, Leuven Toeschouwers: 7.121 Arbiter: Johan Verbist |            |
| C. Pouga 80'           |       | 2' J. Perbet 75' J. Perbet 93' J. Perbet | Den Dreef, Leuven Toeschouwers: 7.121 Arbiter: Johan Verbist |            |

| Datum/tijd             | Thuis | Uitslag         | Uit                                                                    | Informatie |
| ---------------------- | ----- | --------------- | ---------------------------------------------------------------------- | ---------- |
| 24 november 2012 20:00 |       |                 |                                                                        |            |
| RC Genk                | 1 - 1 | OH Leuven       | Cristal Arena, Genk Toeschouwers: 19.761 Arbiter: Christophe Delacourt |            |
| G. Plet 21'            |       | 92' Ibou (pen.) | Cristal Arena, Genk Toeschouwers: 19.761 Arbiter: Christophe Delacourt |            |

| Datum/tijd            | Thuis | Uitslag    | Uit                                                              | Informatie |
| --------------------- | ----- | ---------- | ---------------------------------------------------------------- | ---------- |
| 1 december 2012 20:00 |       |            |                                                                  |            |
| OH Leuven             | 1 - 1 | AA Gent    | Den Dreef, Leuven Toeschouwers: 8.360 Arbiter: Laurent Colemonts |            |
| K. Geraerts 7'        |       | 5' N'Diaye | Den Dreef, Leuven Toeschouwers: 8.360 Arbiter: Laurent Colemonts |            |

| Datum/tijd                                | Thuis | Uitslag         | Uit                                                                                  | Informatie |
| ----------------------------------------- | ----- | --------------- | ------------------------------------------------------------------------------------ | ---------- |
| 8 december 2012 20:00                     |       |                 |                                                                                      |            |
| Cercle Brugge                             | 1 - 1 | OH Leuven       | Jan Breydelstadion, Brugge Toeschouwers: 6.499 Arbiter: Carlos Manuel Alho-Guerreiro |            |
| 36' B. Verbist E. Gudjohnsen 45+1' (pen.) |       | 43' Ibou (pen.) | Jan Breydelstadion, Brugge Toeschouwers: 6.499 Arbiter: Carlos Manuel Alho-Guerreiro |            |

| Datum/tijd                           | Thuis | Uitslag   | Uit                                                                                       | Informatie |
| ------------------------------------ | ----- | --------- | ----------------------------------------------------------------------------------------- | ---------- |
| 15 december 2012 20:00               |       |           |                                                                                           |            |
| RSC Anderlecht                       | 2 - 1 | OH Leuven | Constant Vanden Stockstadion, Anderlecht Toeschouwers: 20.000 Arbiter: Jérôme Efong Nzolo |            |
| D. Mbokani 25' (pen.) D. Mbokani 50' |       | 43' Ibou  | Constant Vanden Stockstadion, Anderlecht Toeschouwers: 20.000 Arbiter: Jérôme Efong Nzolo |            |

| Datum/tijd                      | Thuis | Uitslag                               | Uit                                                            | Informatie |
| ------------------------------- | ----- | ------------------------------------- | -------------------------------------------------------------- | ---------- |
| 22 december 2012 20:00          |       |                                       |                                                                |            |
| OH Leuven                       | 2 - 2 | Lierse SK                             | Den Dreef, Leuven Toeschouwers: 8.225 Arbiter: Nicolas Laforge |            |
| Ibou 61' (pen.) K. Geraerts 78' |       | 19' K. Hazurov 72' M. El-Gabas (pen.) | Den Dreef, Leuven Toeschouwers: 8.225 Arbiter: Nicolas Laforge |            |

| Datum/tijd                    | Thuis | Uitslag   | Uit                                                             | Informatie |
| ----------------------------- | ----- | --------- | --------------------------------------------------------------- | ---------- |
| 26 december 2012 20:00        |       |           |                                                                 |            |
| SV Zulte Waregem              | 2 - 1 | OH Leuven | Regenboogstadion, Waregem Toeschouwers: 7.561 Arbiter: Tim Pots |            |
| H. Habibou 70' H. Habibou 88' |       | 81' Chuka | Regenboogstadion, Waregem Toeschouwers: 7.561 Arbiter: Tim Pots |            |

| Datum/tijd                     | Thuis | Uitslag                                                                            | Uit                                                              | Informatie |
| ------------------------------ | ----- | ---------------------------------------------------------------------------------- | ---------------------------------------------------------------- | ---------- |
| 19 januari 2013 20:00          |       |                                                                                    |                                                                  |            |
| OH Leuven                      | 2 - 6 | Sporting Lokeren                                                                   | Den Dreef, Leuven Toeschouwers: 7.695 Arbiter: Laurent Colemonts |            |
| T. Azevedo 51' K. Geraerts 63' |       | 4' B. Mokulu 33' B. Mokulu 71' I. Leko 80' B. Mokulu 82' K. Persoons 92' A. Patosi | Den Dreef, Leuven Toeschouwers: 7.695 Arbiter: Laurent Colemonts |            |

| Datum/tijd                                    | Thuis | Uitslag   | Uit                                                                          | Informatie |
| --------------------------------------------- | ----- | --------- | ---------------------------------------------------------------------------- | ---------- |
| 26 januari 2013 20:00                         |       |           |                                                                              |            |
| Waasland-Beveren                              | 2 - 0 | OH Leuven | Freethiel, Beveren Toeschouwers: 3.980 Arbiter: Carlos Manuel Alho-Guerreiro |            |
| S. Blondelle 56' B. Bedash 73' S. De Smet 83' |       |           | Freethiel, Beveren Toeschouwers: 3.980 Arbiter: Carlos Manuel Alho-Guerreiro |            |

| Datum/tijd            | Thuis | Uitslag            | Uit                                                            | Informatie |
| --------------------- | ----- | ------------------ | -------------------------------------------------------------- | ---------- |
| 2 februari 2013 20:00 |       |                    |                                                                |            |
| OH Leuven             | 1 - 0 | Sporting Charleroi | Den Dreef, Leuven Toeschouwers: 7.628 Arbiter: Peter Vervecken |            |
| Chuka 55'             |       |                    | Den Dreef, Leuven Toeschouwers: 7.628 Arbiter: Peter Vervecken |            |

| Datum/tijd                                                       | Thuis | Uitslag                         | Uit                                                                      | Informatie |
| ---------------------------------------------------------------- | ----- | ------------------------------- | ------------------------------------------------------------------------ | ---------- |
| 9 februari 2013 20:00                                            |       |                                 |                                                                          |            |
| Club Brugge                                                      | 3 - 1 | OH Leuven                       | Jan Breydelstadion, Brugge Toeschouwers: 24.000 Arbiter: Jonathan Lardot |            |
| M. Lestienne 63' L. Refaelov 66' J. Larsen 78' I. Trickovski 83' |       | 50' K. Geraerts 61' K. Thompson | Jan Breydelstadion, Brugge Toeschouwers: 24.000 Arbiter: Jonathan Lardot |            |

| Datum/tijd             | Thuis | Uitslag                     | Uit                                                           | Informatie |
| ---------------------- | ----- | --------------------------- | ------------------------------------------------------------- | ---------- |
| 16 februari 2013 20:00 |       |                             |                                                               |            |
| OH Leuven              | 1 - 1 | K. Beerschot AC             | Den Dreef, Leuven Toeschouwers: 8.416 Arbiter: Bart Vertenten |            |
| Ibou 50'               |       | 73' S. Stijnen 78' B. Raman | Den Dreef, Leuven Toeschouwers: 8.416 Arbiter: Bart Vertenten |            |

| Datum/tijd             | Thuis | Uitslag                | Uit                                                                                     | Informatie |
| ---------------------- | ----- | ---------------------- | --------------------------------------------------------------------------------------- | ---------- |
| 23 februari 2013 20:00 |       |                        |                                                                                         |            |
| KV Mechelen            | 1 - 2 | OH Leuven              | Argosstadion Achter de Kazerne, Mechelen Toeschouwers: 10.106 Arbiter: Jurgen Brinckman |            |
| S. De Witte 36'        |       | 67' K. Weuts 78' Chuka | Argosstadion Achter de Kazerne, Mechelen Toeschouwers: 10.106 Arbiter: Jurgen Brinckman |            |

| Datum/tijd         | Thuis | Uitslag                                                                     | Uit                                                              | Informatie |
| ------------------ | ----- | --------------------------------------------------------------------------- | ---------------------------------------------------------------- | ---------- |
| 9 maart 2013 20:00 |       |                                                                             |                                                                  |            |
| OH Leuven          | 0 - 4 | Standard Luik                                                               | Den Dreef, Leuven Toeschouwers: 9.493 Arbiter: Alexandre Boucaut |            |
|                    |       | 1' I. Ezekiel 23' M. Batshuayi 45+3' J. Van Damme 70' L. Ciman 85' F. Bulot | Den Dreef, Leuven Toeschouwers: 9.493 Arbiter: Alexandre Boucaut |            |

| Datum/tijd          | Thuis | Uitslag   | Uit                                                                          | Informatie |
| ------------------- | ----- | --------- | ---------------------------------------------------------------------------- | ---------- |
| 16 maart 2013 20:00 |       |           |                                                                              |            |
| KV Kortrijk         | 0 - 0 | OH Leuven | Guldensporenstadion, Kortrijk Toeschouwers: 6.849 Arbiter: Claude Bourdouxhe |            |
|                     |       |           | Guldensporenstadion, Kortrijk Toeschouwers: 6.849 Arbiter: Claude Bourdouxhe |            |

#### Klassement reguliere competitie
| Pl. | Club               | Wed | W  | V  | G  | +  | –  | +/− | Ptn. | Play-off     |
| --- | ------------------ | --- | -- | -- | -- | -- | -- | --- | ---- | ------------ |
| 1   | RSC Anderlecht     | 30  | 20 | 3  | 7  | 69 | 27 | +42 | 67   | Play-off I   |
| 2   | Zulte Waregem      | 30  | 19 | 5  | 6  | 49 | 29 | +20 | 63   | Play-off I   |
| 3   | Racing Genk        | 30  | 15 | 5  | 10 | 63 | 40 | +23 | 55   | Play-off I   |
| 4   | Club Brugge        | 30  | 15 | 6  | 9  | 66 | 43 | +23 | 54   | Play-off I   |
| 5   | Sporting Lokeren   | 30  | 14 | 7  | 9  | 53 | 38 | +15 | 51   | Play-off I   |
| 6   | Standard de Liège  | 30  | 15 | 10 | 5  | 54 | 33 | +21 | 50   | Play-off I   |
| 7   | RAEC Mons          | 30  | 13 | 12 | 5  | 48 | 53 | −5  | 44   | Play-off II  |
| 8   | KV Mechelen        | 30  | 12 | 13 | 5  | 44 | 42 | +2  | 41   | Play-off II  |
| 9   | KV Kortrijk        | 30  | 11 | 13 | 6  | 31 | 30 | +1  | 39   | Play-off II  |
| 10  | OH Leuven          | 30  | 8  | 10 | 12 | 46 | 51 | −5  | 36   | Play-off II  |
| 11  | Sporting Charleroi | 30  | 10 | 16 | 4  | 30 | 49 | −19 | 34   | Play-off II  |
| 12  | KAA Gent           | 30  | 8  | 12 | 10 | 33 | 40 | −7  | 34   | Play-off II  |
| 13  | Waasland-Beveren   | 30  | 7  | 14 | 9  | 28 | 49 | −21 | 30   | Play-off II  |
| 14  | Lierse SK          | 30  | 5  | 14 | 11 | 28 | 53 | −25 | 26   | Play-off II  |
| 15  | Beerschot AC       | 30  | 6  | 19 | 5  | 31 | 61 | −30 | 23   | Play-off III |
| 16  | Cercle Brugge      | 30  | 3  | 22 | 5  | 30 | 65 | −35 | 14   | Play-off III |

#### Play-off II

##### Poulefase
| Datum/tijd                                            | Thuis | Uitslag          | Uit                                                              | Informatie |
| ----------------------------------------------------- | ----- | ---------------- | ---------------------------------------------------------------- | ---------- |
| 30 maart 2013 20:00                                   |       |                  |                                                                  |            |
| OH Leuven                                             | 3 - 1 | Waasland-Beveren | Den Dreef, Leuven Toeschouwers: 7.392 Arbiter: Laurent Colemonts |            |
| A. Cerigioni 27' Chuka 54' J. Dehond 76' K. Weuts 83' |       | 91' S. De Smet   | Den Dreef, Leuven Toeschouwers: 7.392 Arbiter: Laurent Colemonts |            |

| Datum/tijd                                     | Thuis | Uitslag   | Uit                                                                         | Informatie |
| ---------------------------------------------- | ----- | --------- | --------------------------------------------------------------------------- | ---------- |
| 6 april 2013 20:00                             |       |           |                                                                             |            |
| Sporting Charleroi                             | 3 - 0 | OH Leuven | Stade du Pays de Charleroi, Charleroi Toeschouwers: 5.134 Arbiter: Wim Smet |            |
| D. Pollet 21' (pen.) O. Kaya 26' E. Džinič 90' |       |           | Stade du Pays de Charleroi, Charleroi Toeschouwers: 5.134 Arbiter: Wim Smet |            |

| Datum/tijd          | Thuis | Uitslag                                         | Uit                                                     | Informatie |
| ------------------- | ----- | ----------------------------------------------- | ------------------------------------------------------- | ---------- |
| 13 april 2013 20:00 |       |                                                 |                                                         |            |
| OH Leuven           | 0 - 3 | KV Mechelen                                     | Den Dreef, Leuven Toeschouwers: 9.282 Arbiter: Tim Pots |            |
|                     |       | 42' J. Van Damme 45' N. Pedersen 87' B. Diabang | Den Dreef, Leuven Toeschouwers: 9.282 Arbiter: Tim Pots |            |

| Datum/tijd                       | Thuis | Uitslag                                                                                   | Uit                                                                                   | Informatie |
| -------------------------------- | ----- | ----------------------------------------------------------------------------------------- | ------------------------------------------------------------------------------------- | ---------- |
| 20 april 2013 20:00              |       |                                                                                           |                                                                                       |            |
| KV Mechelen                      | 1 - 5 | OH Leuven                                                                                 | Argosstadion Achter de Kazerne, Mechelen Toeschouwers: 9.512 Arbiter: Jochem Kamphuis |            |
| S. De Witte 42' J. Van Damme 62' |       | 56' T. Mikulić 63' (pen.) Ibou 69' A. Cerigioni 71' A. Cerigioni 75' S. Gíslason 85' Ibou | Argosstadion Achter de Kazerne, Mechelen Toeschouwers: 9.512 Arbiter: Jochem Kamphuis |            |

| Datum/tijd          | Thuis | Uitslag            | Uit                                                                | Informatie |
| ------------------- | ----- | ------------------ | ------------------------------------------------------------------ | ---------- |
| 27 april 2013 20:00 |       |                    |                                                                    |            |
| OH Leuven           | 0 - 0 | Sporting Charleroi | Den Dreef, Leuven Toeschouwers: 9.234 Arbiter: Christophe Delacour |            |
|                     |       |                    | Den Dreef, Leuven Toeschouwers: 9.234 Arbiter: Christophe Delacour |            |

| Datum/tijd       | Thuis | Uitslag        | Uit                                                              | Informatie |
| ---------------- | ----- | -------------- | ---------------------------------------------------------------- | ---------- |
| 4 mei 2013 20:00 |       |                |                                                                  |            |
| Waasland-Beveren | 0 - 1 | OH Leuven      | Freethiel, Beveren Toeschouwers: 3.759 Arbiter: Frederik Geldhof |            |
| C. D'Ulivo 38'   |       | 74' B. Ruytinx | Freethiel, Beveren Toeschouwers: 3.759 Arbiter: Frederik Geldhof |            |

##### Groep A
| #  | Club          | GS | W | G | V | DV | DT | DS | PTN |
| -- | ------------- | -- | - | - | - | -- | -- | -- | --- |
| 1. | KAA Gent      | 6  | 4 | 2 | 0 | 9  | 3  | +6 | 14  |
| 2. | RAEC Mons     | 6  | 3 | 1 | 2 | 7  | 8  | −1 | 10  |
| 3. | Lierse SK     | 6  | 1 | 1 | 4 | 5  | 8  | −3 | 4   |
| 4. | KV Kortrijk * | 6  | 1 | 2 | 3 | 4  | 6  | −2 | 2   |

* De wedstrijd KV Kortrijk-RAEC Mons eindigde op 3-0, maar omdat bij Kortrijk een speler inviel die niet op het wedstrijdblad stond, diende Bergen achteraf een klacht in. De KBVB pakte Kortrijk drie punten af.

##### Groep B
| #  | Club                | GS | W | G | V | DV | DT | DS | PTN |
| -- | ------------------- | -- | - | - | - | -- | -- | -- | --- |
| 1. | Oud-Heverlee Leuven | 6  | 3 | 1 | 2 | 9  | 8  | +1 | 10  |
| 2. | KV Mechelen         | 6  | 3 | 1 | 2 | 8  | 7  | +1 | 10  |
| 3. | Sporting Charleroi  | 6  | 1 | 4 | 1 | 5  | 3  | +2 | 7   |
| 4. | Waasland-Beveren    | 6  | 1 | 2 | 3 | 3  | 7  | −4 | 5   |

##### Finale Play-off II
| Datum/tijd               | Thuis | Uitslag                                                                 | Uit                                                              | Informatie |
| ------------------------ | ----- | ----------------------------------------------------------------------- | ---------------------------------------------------------------- | ---------- |
| 11 mei 2013 18:00        |       |                                                                         |                                                                  |            |
| OH Leuven                | 1 - 4 | AA Gent                                                                 | Den Dreef, Leuven Toeschouwers: 6.588 Arbiter: Alexandre Boucaut |            |
| B. Ruytinx 2' Robson 63' |       | 20' Y. Soumahoro 34' H. Kage 60' H. Van der Bruggen 82' (pen.) I. Mboyo | Den Dreef, Leuven Toeschouwers: 6.588 Arbiter: Alexandre Boucaut |            |

| Datum/tijd                                             | Thuis | Uitslag       | Uit                                                                      | Informatie |
| ------------------------------------------------------ | ----- | ------------- | ------------------------------------------------------------------------ | ---------- |
| 18 mei 2013 20:00                                      |       |               |                                                                          |            |
| AA Gent                                                | 4 - 1 | OH Leuven     | Jules Ottenstadion, Gent Toeschouwers: 6.190 Arbiter: Jérôme Efong Nzolo |            |
| J. López 5' J. López 43' C. Brüls 72' E. Coulibaly 82' |       | 59' E. Ngolok | Jules Ottenstadion, Gent Toeschouwers: 6.190 Arbiter: Jérôme Efong Nzolo |            |

### Cofidis Cup

#### 1/16e finale
| Datum/tijd                   | Thuis | Uitslag                      | Uit                                                                     | Informatie |
| ---------------------------- | ----- | ---------------------------- | ----------------------------------------------------------------------- | ---------- |
| 26 september 2012 20:00      |       |                              |                                                                         |            |
| KV Oostende                  | 2 – 1 | OH Leuven                    | Albertparkstadion, Oostende Toeschouwers: 795 Arbiter: Christof Dierick |            |
| M. Dissa 67' J. Vandamme 80' |       | 35' L. Buysens 82' J. Dehond | Albertparkstadion, Oostende Toeschouwers: 795 Arbiter: Christof Dierick |            |

## Afbeeldingen

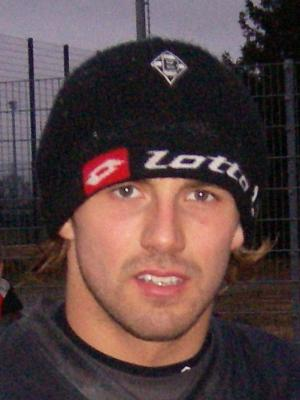
Logan Bailly (doelman)
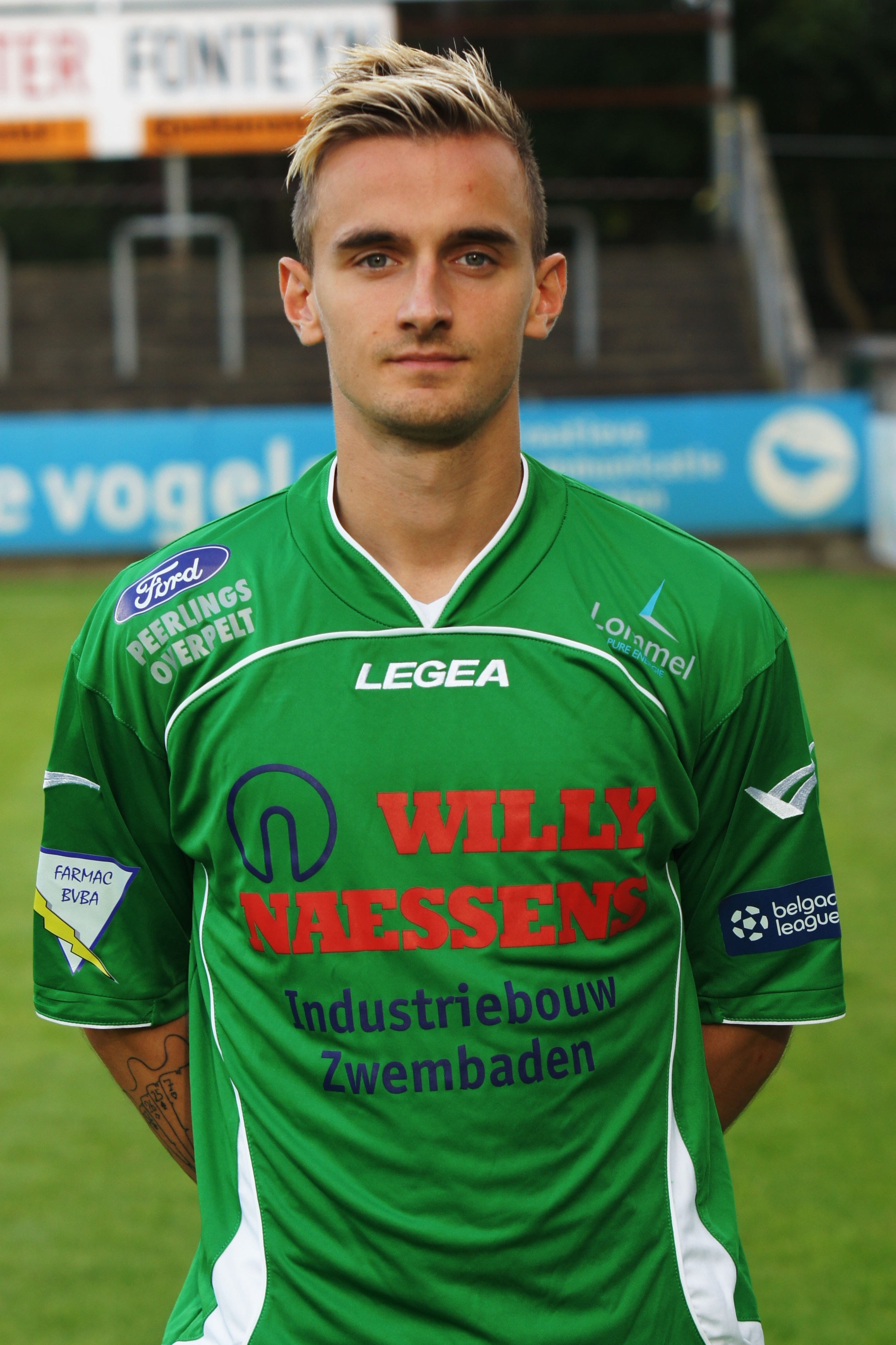
Christopher Verbist (verdediger)
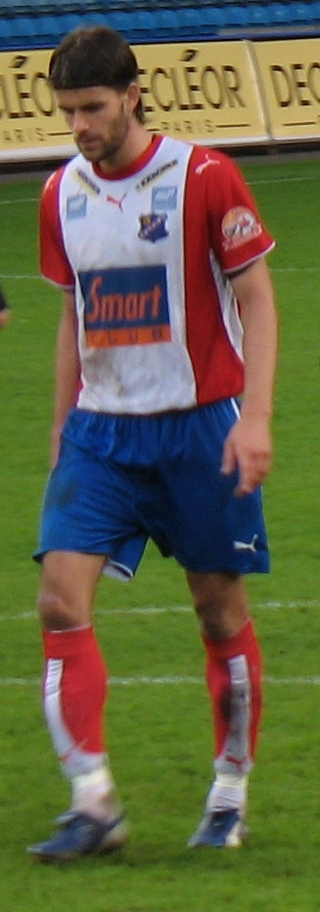
Stefán Gíslason (middenvelder)
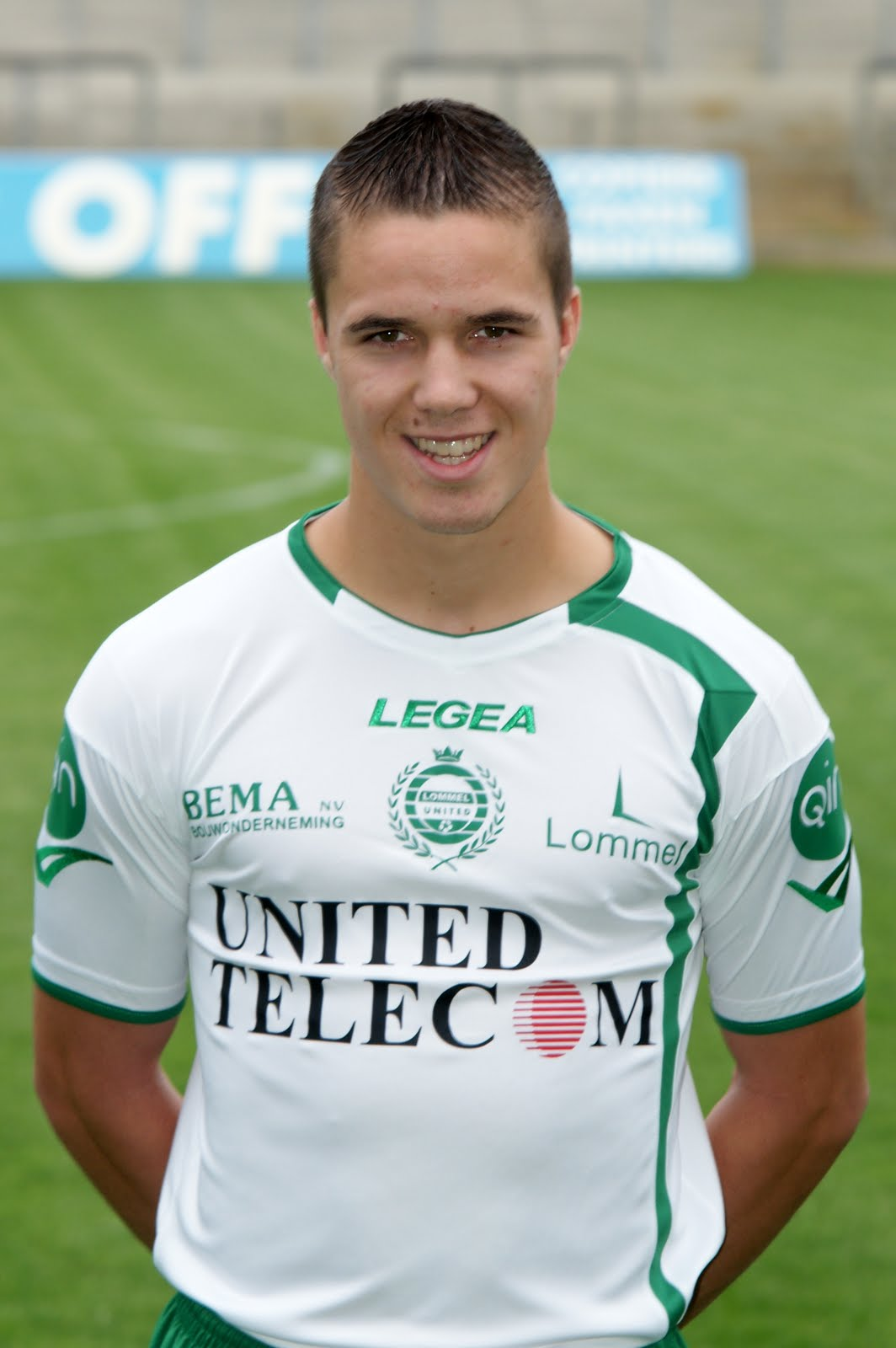
Thomas Azevedo (aanvaller)
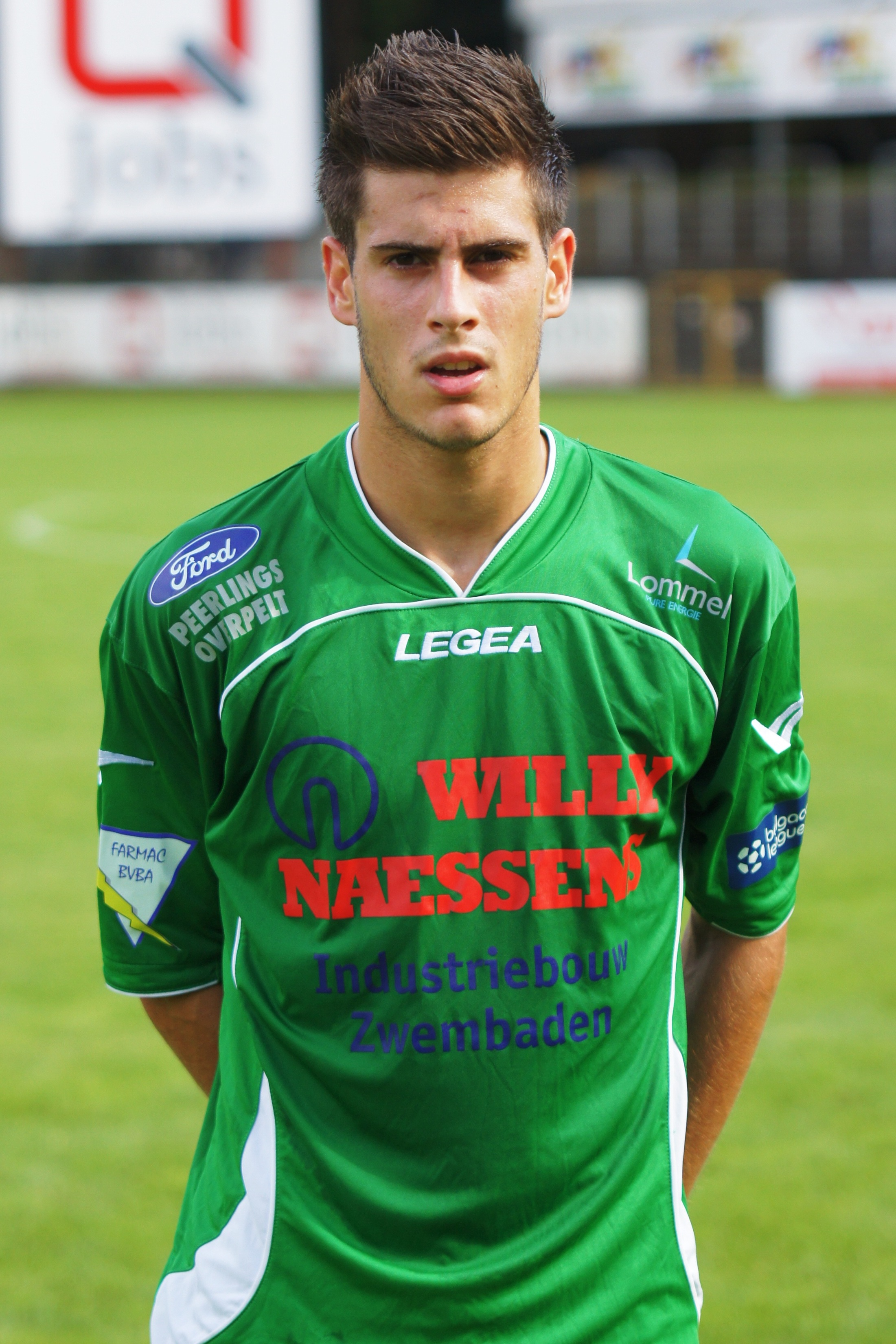
Loris Brogno (aanvaller)
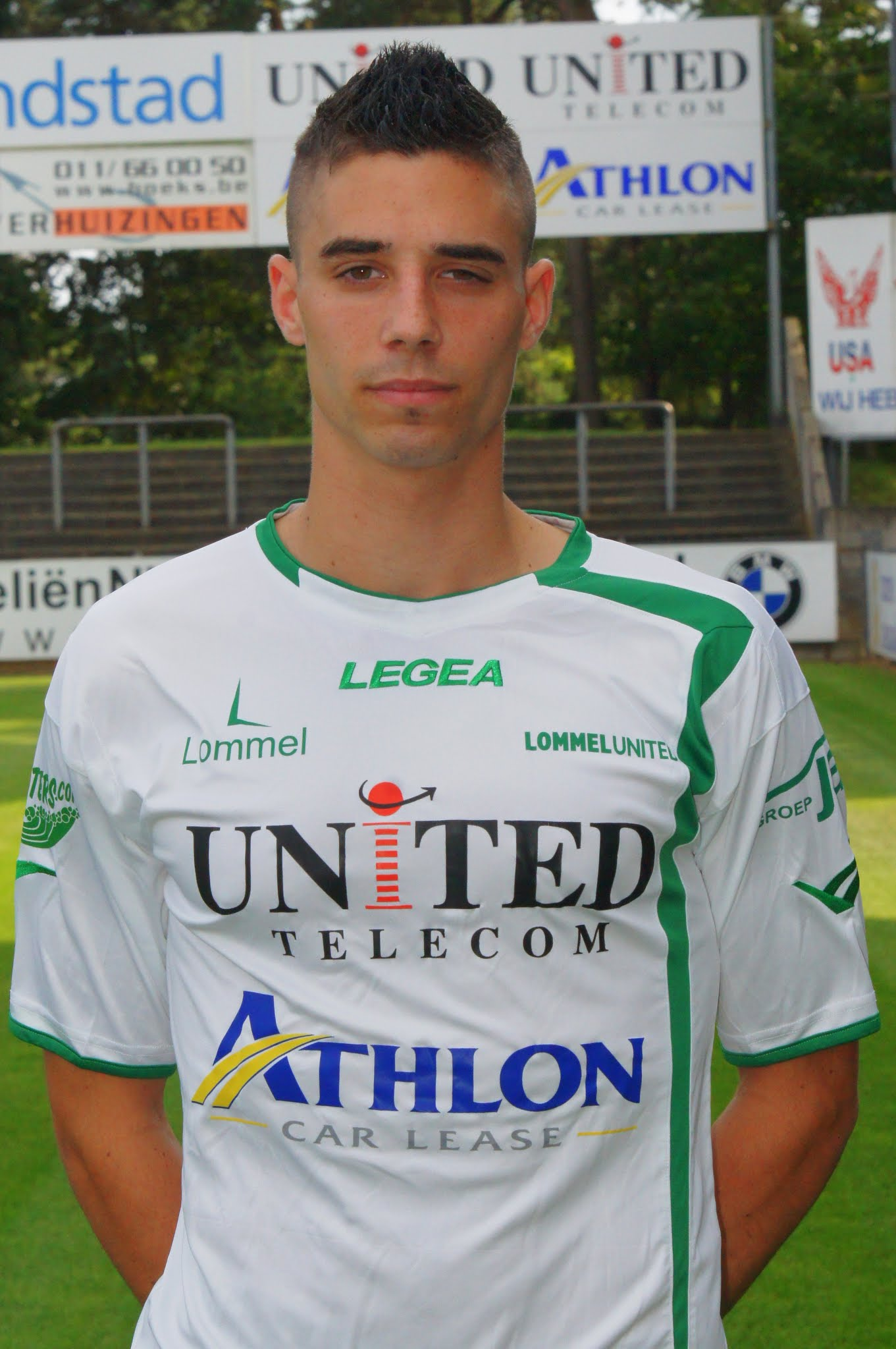
Alessandro Cerigioni (aanvaller)

2009/10 · 2010/11 · 2011/12 · 2012/13 · 2013/14 · 2014/15 · 2015/16 · 2016/17 · 2017/18 · 2018/19 · 2019/20 · 2020/21 · 2021/22 · 2022/23 · 2023/24 · 2024/25